# 東区 (仁川広域市)

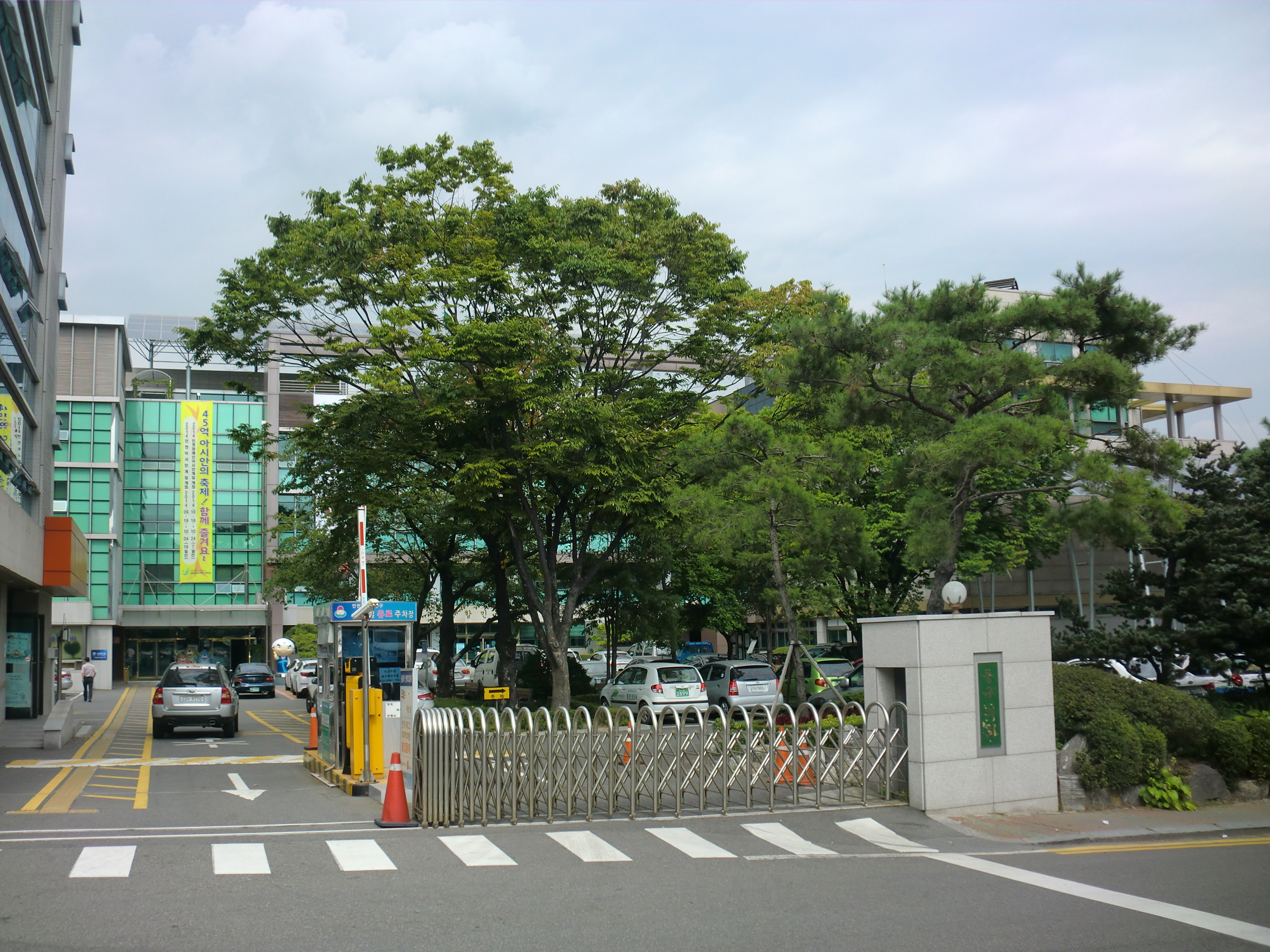
東区庁

東区（トンく）は、大韓民国仁川広域市の区。
2026年7月1日をもって廃止予定。

## 歴史
- 1968年1月1日 - 京畿道仁川市万石洞・花水洞・花平洞・松峴洞・昌栄洞・金谷洞・松林洞をもって、東区が設置される。
- 1973年7月1日 - 月尾島を中区に編入。
- 2026年7月1日（予定） - 中区の本土部と合併し、済物浦区となる[2]。

## 行政

### 下部行政区画

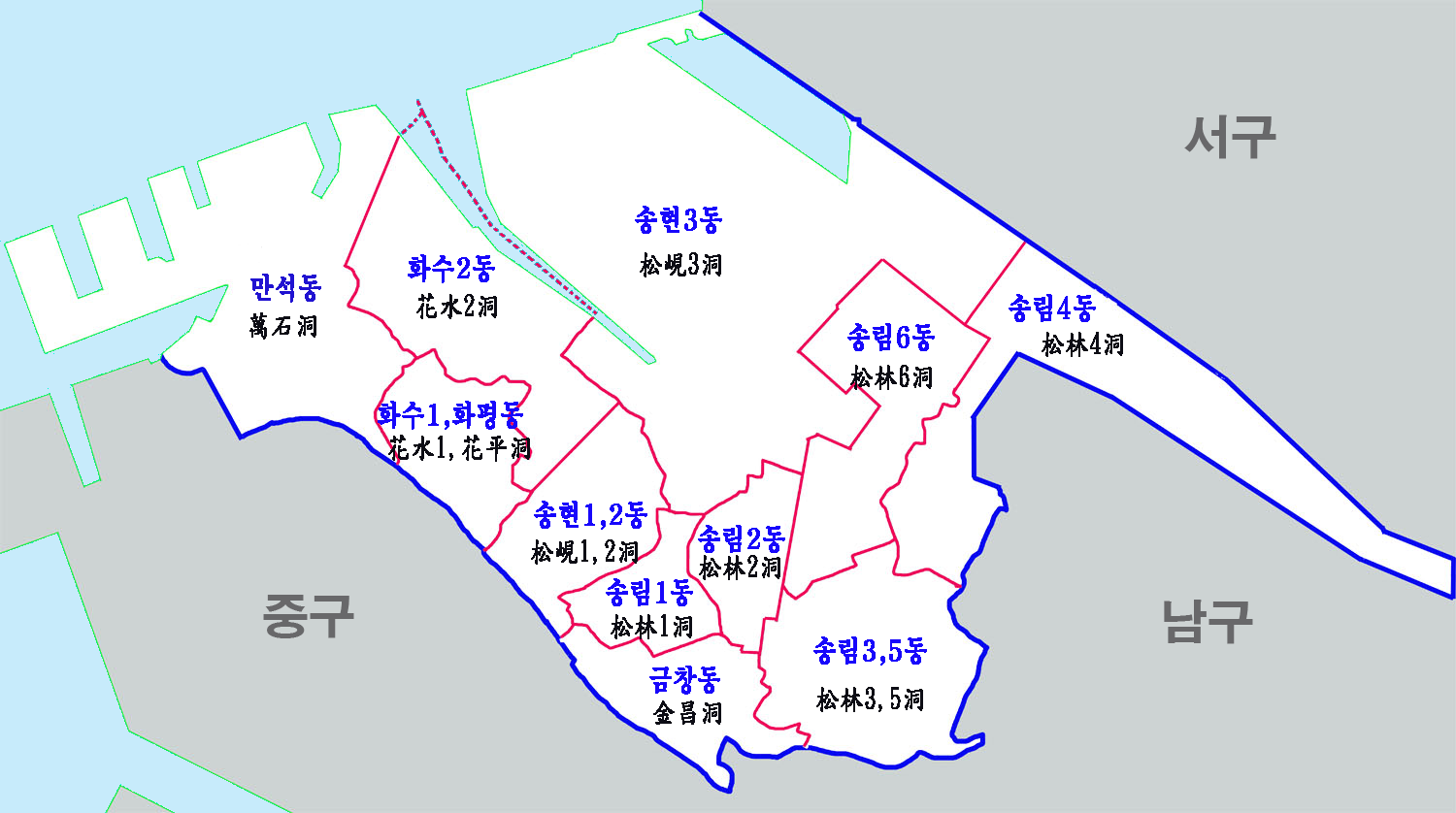
行政区域図

11行政洞（7法定洞）からなる。
| 行政洞        | 法定洞         |
| ------------- | -------------- |
| 万石洞        | 万石洞         |
| 花水1・花平洞 | 花水洞、花平洞 |
| 花水2洞       | 花水洞、松峴洞 |
| 松峴1・2洞    | 松峴洞         |
| 松峴3洞       | 松峴洞         |
| 松林1洞       | 松林洞         |
| 松林2洞       | 松林洞         |
| 松林3・5洞    | 松林洞         |
| 松林4洞       | 松林洞         |
| 松林6洞       | 松林洞         |
| 金昌洞        | 昌栄洞、金谷洞 |

### 警察
- 仁川中部警察署
  - 松林地区隊
  - 松峴派出所
  - 西興派出所
  - 清川派出所

### 消防
- 仁川中部消防署
  - 松林119安全センター
  - 万石119安全センター

## 交通機関

### 鉄道
- 京仁線・首都圏電鉄1号線
  - 桃源駅 - 東仁川駅※
- ※ 東仁川駅の所在地は中区であるが、東区との境界上にある。

### 道路
- 国道6号線
- 国道77号線
- 仁川大路（朝鮮語版） (旧 京仁高速道路の区間)
- 烽燧大路（朝鮮語版）
- 長ゴケ路（朝鮮語版）
- 重峯大路